# Krämer-Elle
Die Krämer-Elle (auch: Grosse) war ein altes deutsches Längenmaß und galt vorwiegend in Augsburg. 
Sie wurde auch Große Elle genannt und unterschied sich von der Kleinen Elle oder Barchent- und Leinwand–Elle durch rund 2 Zentimeter.
- 1 Krämer-Elle = 0,60637 Meter = 268,8 (270 ⅕[1]) Pariser Linien = 0,72793 bayrische Elle
- 1 Barchent- und Leinwand–Elle = 0,58652 Meter = 260 (262 ⅗[1]) Pariser Linien = 0,70410 bayrische Elle

Beim Vergleich waren
- 11 Große Ellen =  8 bayrische Ellen
- 10 Kleine Ellen = 7 bayrische Ellen

Die alte Krämer-Elle in Frankreich war so lang wie der Frankfurter Stab und hatte 524 Pariser Linien. Damit war sie ein wenig kleiner als die alte Elle, mit Aune (1,1884 Meter) bezeichnet, die 526 ⅚ Pariser Linien lang war. 1 Pariser Krämer-Elle hatte demnach 1,182 Meter.